# Басадре Громанн, Хорхе
Хорхе Басадре Громанн (исп. Jorge Basadre Grohmann; 12 февраля 1903, Такна — 29 июня 1980, Лима) — перуанский историк, известный своей обширной работой по истории республиканского Перу. Также занимал посты министра образования и директора национальной библиотеки.

## Биография
Хорхе Басадре родился в перуанском регионе Такна в 1903 году, в то время эта территория была оккупирована чилийскими войсками. Начальное образование Басадре получил в лицее Святой Розы в Такне, затем он переехал вместе с семьёй в Лиму в 1912 году. Среднее образование он получил в 1918 году в школе Святой Девы Гваделупской.
В 1919 году Басадре поступил в университет Сан-Маркос, где к 1928 году получил диплом доктора в области гуманитарных наук, а в 1935 году стал доктором юриспруденции. Во время учёбы с 1919 года по 1930 он работал в национальной библиотеке Перу. С 1931 по 1935 год он работал в США, Германии и Испании.

## Общественные должности
Вернувшись в Перу, стал директором Центральной библиотеки университета Сан-Маркос. После пожара 9 мая 1943 года в Национальной библиотеки Перу Басадре был назначен её директором, также ему было поручено провести её реконструкцию. В этой должности он организовал выход печатного издания библиотеки журнала «Fenix».
В 1945 году в течение краткого времени занимал пост министра образования при правительстве Хосе Бустаманте и Риверо.
С 1956 года по 1962 год возглавлял исторический институт Перу.
В 1956 году президент Мануэль Прадо и Угартече вновь назначил его на должность министра образования; в этой должности Басадре пробыл до 1958 года.

## Работы
Басадре написал достаточно большое количество книг, основными его работами стали исследования по истории Перу XIX и начала XX веков, до сих пор являющиеся эталоном для интересующихся этим периодом истории Перу. Наиболее важной его работой признана публикация «История Республики» (исп. Historia de la República), впервые опубликованная в 1935 году однотомным изданием. Эта работа благодаря деятельности Басадре росла в размерах и к 6 изданию, в 1968 году, вышла в 16 томах. В то время работа охватывала период с момента независимости Перу в 1821 году до смерти президента Луиса Мигеля Санчеса Серро.

## Смерть
Хорхе Басадре скончался 29 июня 1980 года в Лиме в возрасте 77 лет. В его честь в Перу названо множество образовательных объектов, в том числе перуанский университет в Такне. Портрет Хосе Басадре помещён на современную перуанскую банкноту 100 перуанских новых солей.